# Горікон (Нью-Йорк)
Горікон (англ. Horicon) — місто (англ. town) в США, в окрузі Воррен штату Нью-Йорк. Населення — 1471 особа (2020).

## Демографія
Згідно з переписом 2010 року, у місті мешкало 1389 осіб у 629 домогосподарствах у складі 416 родин. Було 1926 помешкань
Расовий склад населення:
| - 97,1 % — білих - 0,4 % — чорних або афроамериканців - 0,1 % — азіатів |

До двох чи більше рас належало 2,4 %. Частка іспаномовних становила 0,8 % від усіх жителів.
За віковим діапазоном населення розподілялося таким чином: 15,9 % — особи молодші 18 років, 58,5 % — особи у віці 18—64 років, 25,6 % — особи у віці 65 років та старші. Медіана віку мешканця становила 50,3 року. На 100 осіб жіночої статі у місті припадало 100,4 чоловіків;  на 100 жінок у віці від 18 років та старших — 101,7 чоловіків також старших 18 років.
Середній дохід на одне домашнє господарство  становив 78 367 доларів США (медіана — 63 600), а середній дохід на одну сім'ю — 90 502 долари (медіана — 78 194). Медіана доходів становила 47 188 доларів для чоловіків та 45 500 доларів для жінок. За межею бідності перебувало 11,5 % осіб, у тому числі 19,7 % дітей у віці до 18 років та 4,3 % осіб у віці 65 років та старших.
Цивільне працевлаштоване населення становило 742 особи. Основні галузі зайнятості: освіта, охорона здоров'я та соціальна допомога — 15,5 %, мистецтво, розваги та відпочинок — 14,6 %, будівництво — 11,5 %, роздрібна торгівля — 10,8 %.